# Eurytides serville
Eurytides serville är en fjärilsart som först beskrevs av Jean Baptiste Godart 1824.  Eurytides serville ingår i släktet Eurytides och familjen riddarfjärilar. Inga underarter finns listade i Catalogue of Life.